# Gleislose Bahn Niederschöneweide–Johannisthal

Wagen 200 der Gleislosen Bahn Niederschöneweide–Johannisthal

Die Gleislose Bahn Niederschöneweide–Johannisthal war ein Oberleitungsbusbetrieb innerhalb der heute zu Berlin gehörenden Gemeinden Niederschöneweide und Johannisthal. Der Betrieb war nach dem Elektromote der zweite dieser Art in den heutigen Grenzen Berlins, verkehrte aber nur wenige Wochen zum Jahreswechsel 1904/05.

## Geschichte

Das Patent von Carl Stoll

Die Berliner Ostbahnen (BO) bewarben sich Anfang 1904 um die Konzession zur Errichtung und Betrieb eines Oberleitungsbusses zwischen dem Bahnhof Niederschöneweide-Johannisthal (heute: Berlin-Schöneweide) und der Gemeinde Johannisthal. Das Vorhaben wurde vom Mutterkonzern AEG gestützt, diese hatte im Vorjahr auf dem Gelände des Kabelwerks Oberspree einen Versuchsbetrieb eingerichtet. Anfang August 1904 kam es zum Vertragsabschluss zwischen den BO, der AEG und der Gemeinde Johannisthal. Dieser sah eine Betriebsaufnahme innerhalb der nächsten vier Monate vor, die Betriebsgenehmigung lief bis zum 31. Dezember 1949.
Die Aufnahme des Linienbetriebs erfolgte im November 1904, nach anderen Quellen am 5. Dezember 1904. Die Stromzuführung erfolgte nach dem System Stoll mit Kontaktwägelchen. Weichen waren bei dieser Konstruktion nicht vorgesehen, beim Aufeinandertreffen zweier Wagen wurden lediglich die Kontaktwagen ausgetauscht. Die Betriebsführung oblag den Berliner Ostbahnen. Für die zwei Kilometer lange Strecke benötigten die Wagen acht Minuten, was einer mittleren Reisegeschwindigkeit von 15 km/h entsprach. Die Wagenfolge lag bei 30 Minuten.
Als Fahrzeuge kamen zweiachsige Sattelschlepper mit einachsigen Aufliegern zum Einsatz, letztere gab es in zwei Ausführungen für den Güter- als auch den Personenverkehr mit insgesamt 16 Sitz- und vier Stehplätzen. Die Anordnung sollte die Straßenbeanspruchung verringern und Erschütterungen vom Auflieger fernhalten. Die Betriebsspannung lag bei 500 Volt Gleichstrom bei einer maximalen Stromstärke von zwölf Ampere. Der Antrieb erfolgte über einen als Tatzlagermotor ausgebildeten Doppelmotor mit einer Leistung von neun Pferdestärken. Bei einem Übersetzungsverhältnis von 1:5 wurde eine Höchstgeschwindigkeit von 18 km/h erreicht bei einer Streckenneigung von 2,5 Prozent. Der Fahrschalter mit fünf Serien-, drei Parallel- und fünf Bremsstufen war unterhalb der Sitzplätze des Triebwagens angebracht und wurde mittels eines Stellhebels neben dem Fahrersitz bedient. Die Fahrzeuge hatten insgesamt vier Bremsen, von denen drei auf das Triebfahrzeug und eine auf den Auflieger wirkten.
Die gering bemessene Leistung der Triebwagen als auch die ungewöhnliche Wagenkonstruktion führten nach gut drei Monaten zur Betriebseinstellung am 4. Februar 1905. Eine Wiedereröffnung mit stärkeren Fahrzeugen war zunächst vorgesehen, da Untersuchungen aber die Rentabilität der Bahn nicht nachweisen konnten, unterblieb diese Maßnahme.
Wie viele Fahrzeuge letztlich zum Einsatz kamen, ist nicht bekannt. Es existieren Aufnahmen von den Wagennummern 1, 101 und 200 (s. o.), wobei davon auszugehen ist, dass die Wagen 1 und 101 identisch sind.